# Entrimo
Entrimo – gmina w Hiszpanii, w prowincji Ourense, w Galicji, o powierzchni 84,52 km². W 2011 roku gmina liczyła 1391 mieszkańców.